# Kalmar (hạt)
Hạt Kalmar (Kalmar län) là một hạt hay län ở phía nam Thụy Điển. Hạt Kalmar giáp các hạt Kronoberg, Jönköping, Blekinge và Östergötland. Về phía đông ở biển Baltic là đảo Gotland.

## Các đô thị
Lục địa:
- Emmaboda
- Hultsfred
- Högsby
- Kalmar
- Mönsterås
- Nybro
- Oskarshamn
- Torsås
- Vimmerby
- Västervik

Đảo Öland:
- Borgholm
- Mörbylånga